# Aeropuerto Fernando Eleta
El aeropuerto Fernando Eleta (OACI: MPFE) es un aeropuerto público panameño que sirve a la isla Pedro González, en el archipiélago de las Perlas en el golfo de Panamá dentro de la provincia de Panamá.
La isla tiene varios muelles y puertos deportivos que proveen acceso marítimo al aeropuerto y a las islas aledañas.

## Información técnica
La pista de aterrizaje del aeropuerto (01/19) es de asfalto y mide 1.000 metros en longitud.
El VOR-DME de la Isla Taboga (Ident: TBG) está localizado a 65 kilómetros al noroeste del aeropuerto.